# 살레시오초등학교
살레시오초등학교는 대한민국 광주광역시 서구에 있는 사립 초등학교다.

## 학교 역사
- 1958년 2월 28일 재단법인 살레시오 수녀학원 설립 인가
- 1962년 11월 9일 사레지오국민학교 설립 인가
- 1963년 3월 9일 사레지오국민학교 개교 및 초대 교장 안칠라 그릿디 수녀 취임
- 1964년 3월 1일 제2대 교장 밀타 몬딘 수녀 취임
- 1968년 3월 2일 초등학교 12학급 편성
- 1969년 2월 14일 제1회 졸업식 거행
- 1976년 4월 25일 제3대 교장 민정임 요한나 수녀 취임
- 1981년 3월 2일 초등학교 18학급 편성
- 1987년 3월 1일 제4대 교장 임원지 세실리아 수녀 취임
- 1993년 3월 2일 제5대 교장 정영자 율리아 수녀 취임
- 1996년 3월 1일 살레시오초등학교로 개명, 온라인 통신학교 개설
- 2000년 11월 29일 창의적인 독서 교육 발표회
- 2004년 3월 2일 개교 40년사 발간, 사비오관(급식소 및 특별실) 준공
- 2005년 3월 2일 제6대 교장 류현숙 루치아 수녀 취임
- 2008년 8월 27일 공식 웹사이트 변경
- 2010년 3월 2일 제7대 교장 박영희 젬마 수녀 취임
- 2011년 10월 13일 학교 이설 신축 기공식
- 2011년 11월 3일 재능 진단 육성 연구학교 운영 및 보고회
- 2013년 2월 19일 제45회 졸업식
- 2013년 9월 2일 서구 매월동으로 신축 이전
- 2014년 12월 13일 교목을 히말라야시다에서 느티나무로 변경
- 2020년 8월 19일 살레시오 스트링 앙상블 클래식 영재 프로젝트 콘서트 참여

## 참고 자료
- 살레시오초등학교 - 한국교육학술정보원 학교알리미